# Brandbilen som försvann (roman)
Brandbilen som försvann är en kriminalroman av Maj Sjöwall och Per Wahlöö som kom ut 1969. Boken har blivit filmatiserad med Gösta Ekman som Martin Beck, se Brandbilen som försvann (film). Boken är den femte i Sjöwall Wahlöös serie "Roman om ett brott".

## Handling
När Gunvald Larsson tillfälligt löser av en polis, som spanar på ett hus vid Sköldgatan på Södermalm, exploderar huset plötsligt. Larsson försöker rädda de som befinner sig i huset, medan den andre polisen ringer brandkåren. Den brandtekniska undersökningen och Fredrik Melander upptäcker dock, att en person redan var död när branden började, och att det var självmord med hjälp av gas. Men både Martin Beck och Larsson undrar vad som antände gasen och vart den brandbil, som sändes ut, hamnade. Då visar det sig, att självmordet i själva verket var ett mord.